# Czapetka malajska
Czapetka malajska (Syzygium malaccense) – gatunek rośliny z rodziny mirtowatych.

## Rozmieszczenie geograficzne
Pochodzi z Malezji, rozprzestrzeniła się na tropikalnych obszarach Pacyfiku. Na Hawajach znana jest jako ʻōhiʻa ʻai). W uprawie spotykana na Antylach i w Brazylii.

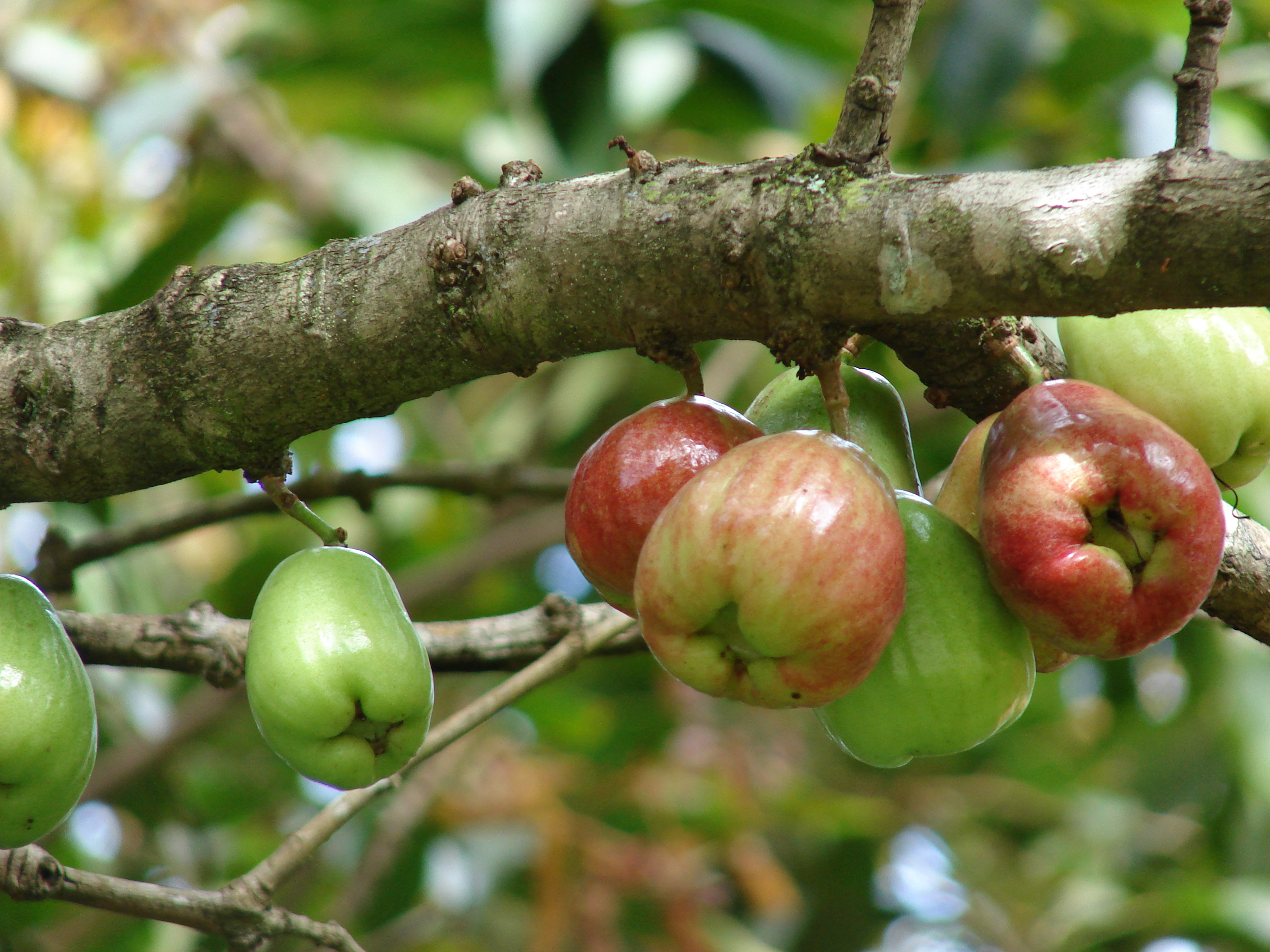
Owoce czapetki malajskiej

## Morfologia
Drzewo rosnące do 20 m wysokości. Liście duże, całobrzegie, jajowatego kształtu. Kwiaty osadzone są pojedynczo, niekiedy po kilka sztuk w kątach liści. Owocem jest jagoda dorastająca do 8 cm długości. 

## Zastosowanie
Owoce jadalne, drzewo do obsadzeń parkowych jako drzewo ozdobne. Na Hawajach dawniej owoce były przygotowywane do jedzenia poprzez rozłupywanie i suszenie ich na słońcu.